# Ан-Наср (футбольный клуб, Дубай)
«Ан-Наср», или «Аль-Наср» (араб. النصر‎) — эмиратский футбольный клуб из города Дубай, выступающий в Про-лиге ОАЭ. Основан в 1945 году. Является старейшим клубом страны. Домашние матчи проводит на стадионе «Аль-Мактум», вмещающем 11 000 зрителей. Трёхкратный чемпион ОАЭ и столько же раз обладатель Кубка страны.

## Достижения
- Чемпион ОАЭ (3): 1977/78, 1978/79, 1985/86
- Обладатель Клубного кубка Персидского Залива (1): 2014
- Обладатель Кубка Президента (4): 1985, 1986, 1989, 2015
- Обладатель Кубка Федерации (3): 1988, 1994, 2000
- Обладатель Кубка лиги ОАЭ (2): 2015, 2020
- Обладатель Суперкубка ОАЭ (2): 1990, 1996
- Обладатель Joint League Cup (1): 1985
- Обладатель ADNOC Championship Cup (1): 1993